# Tim Murphy (écrivain)
Pour les articles homonymes, voir Tim Murphy et Murphy.
Œuvres principales
- L'Immeuble Christodora

Tim Murphy, né en 1969 dans le Massachusetts, est un écrivain américain.

## Œuvres

### Romans
- (en) Getting Off Clean, 1997
- (en) The Breeders Box, 1999
- L'Immeuble Christodora, Plon, 2017 ((en) Christodora, Grove Atlantic, 2016), trad. Jérôme Schmidt, 570 p.  (ISBN 978-2259249713)
- (en) Correspondents, Grove Atlantic, 2019